# Фізична зміна
Фізична зміна (англ. physical change, рос. физическое изменение) — зміна в речовині, яка проте не перетворює її в хімічно іншу. Це зокрема фазовий перехід, що відбувається без зміни якісного та кількісного складу речовини (кипіння, плавлення, кристалізація). Прикладом, замороження води — це фізична зміна, оскільки й вода й лід є H2O. Але електроліз води не є фізичною зміною, оскільки пропускання сильного електричного струму через воду розкладає її до Н2 і О2.